# Universidade Nacional de La Pampa
A Universidade Nacional de La Pampa (Universidad Nacional de La Pampa, UNLPam) é uma universidade pública argentina
Foi fundada pela lei 20.575 de 12 de abril de 1973, sobre o instituto universitário que datava de 1958, como parte do mesmo programa de ampliação da educação que levaria a fundação das universidades de Jujuy, Catamarca, Lomas de Zamora, Entre Ríos, Luján, Misiones, Salta, San Juan, San Luis e Santiago del Estero.
Fica situada na cidade de Santa Rosa, Provincia_de_La_Pampa. Conta com mais de 10.000 alunos de graduação e apresenta vários programas de pesquisa, sobretudo nas áreas de biologia e agronomia.